# 186
Năm 186 là một năm trong lịch Julius. 